# Schoutenia kunstleri
Schoutenia kunstleri là một loài thực vật thuộc họ Tiliaceae. Đây là loài đặc hữu của Malaysia.